# Касифия
Касифия (ивр. כספיא‎; Касифья; «серебристый») — местность (область) на севере от Вавилонии, недалеко от реки Агавы, где во времена Ездры (ок. V века до н. э.) существовала община из левитов и нетиним с неким Иддо (он же Доддей) во главе (Езд. 8:14). К нему Ездра отправлял послов с берегов реки Агавы. Название отождествляется со словом «каспийский», которое в древности прилагалось не только к Каспийскому морю, но и к цепи гор и целой области (Езд. 8:17, 2Езд. 8:44—45). Предполагается, что словом «серебристый» указывается на белые или снежные горы.

## Гипотезы о местонахождении
По мнению Гаркави, это местность близ Кавказа, именуемая греч. Κασπιας у Страбона (I век до н. э.).
По мнению авторов БЭАН, Касифья времён Ездры могла находиться в Мидии, в Антропатене, в которой обитал народ Каспии.